# Addomesticamento ed esteriorizzazione
L'addomesticamento e l'estraniazione sono strategie traduttive che riguardano il grado in cui i traduttori rendono un testo conforme alla cultura di destinazione (la cultura corrispondente alla lingua in cui viene effettuata la traduzione). L'addomesticamento è la strategia volta a rendere il testo strettamente conforme alla cultura della lingua in cui viene tradotto, il che può comportare la perdita di informazioni dal testo di partenza. L'estraniamento è la strategia di preservare le informazioni dal testo di partenza e comporta la rottura deliberata delle convenzioni della lingua di destinazione per mantenerne il significato. Queste strategie sono state dibattute per centinaia di anni, ma il primo a formularle nella loro accezione moderna è stato Lawrence Venuti, che le ha introdotte nel campo degli studi sulla traduzione nel 1995 con il suo libro "L'invisibilità del traduttore: Una storia della traduzione" (The Translator's Invisibility: A History of Translation). L'innovazione di Venuti nel campo fu la sua opinione che la dicotomia tra addomesticamento ed estraniazione fosse ideologica; ritiene che l'estraniamento sia la scelta etica che i traduttori debbano fare.

## Teoria
Nel suo libro del 1998 "The Scandals of Translation: Towards an Ethics of Difference", Venuti afferma che: "L'addomesticamento e l'estraniamento affrontano 'la questione di quanto una traduzione assimili un testo straniero alla lingua e alla cultura della traduzione, e quanto piuttosto segnali la differenze di quel testo'".
Secondo Lawrence Venuti, ogni traduttore dovrebbe guardare al processo traduttivo attraverso il prisma della cultura che rifrange le norme culturali della lingua di partenza; é compito del traduttore trasmetterle, preservandone il significato e la loro estraneità, al testo della lingua di destinazione. Ogni fase del processo di traduzione – dalla selezione di testi stranieri all’implementazione di strategie traduttive fino alla redazione, revisione e lettura delle traduzioni – è mediata dai diversi valori culturali che circolano nella lingua di destinazione.
Venuti stima che la teoria e la pratica della traduzione in lingua inglese siano state dominate sia dalla sottomissione che un fluente addomesticamento. Ha criticato severamente i traduttori che, per minimizzare l'estraneità del testo di destinazione, riducono le norme culturali straniere ai valori culturali della lingua di destinazione. Secondo Venuti, la strategia di addomesticamento cancella “violentemente” i valori culturali e crea così un testo che sembra stato scritto nella lingua di destinazione e che segue le norme culturali del lettore di destinazione. In aggiunta, sostiene fortemente la strategia dell’estraniamento, considerandola “una pressione etnodeviante sui valori [culturali della lingua di destinazione] per registrare la differenza linguistica e culturale del testo straniero, mandando il lettore all’estero”. Pertanto una traduzione adeguata sarebbe quella che metterebbe in risalto l’estraneità del testo di partenza, invece di consentire alla cultura di destinazione dominante di assimilare le differenze della cultura di partenza, dovrebbe piuttosto segnalarle.